# Anselm van der Linde

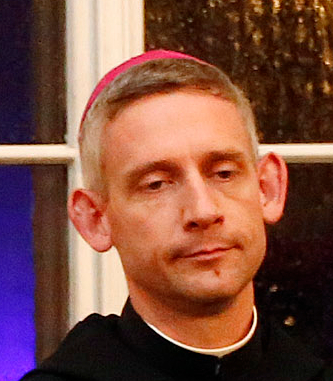
Anselm van der Linde OCist (2014)

Abtswappen von Abt Anselm van der Linde OCist von Wettingen-Mehrerau

Anselm van der Linde OCist (* 24. September 1970 in Roodepoort, Südafrika als Hendrik van der Linde) ist ein südafrikanisch-österreichischer Zisterzienser, emeritierter Abt der Territorialabtei Wettingen-Mehrerau, Vorarlberg sowie ehemaliger Abtpräses der Mehrerauer Kongregation.

## Leben
Anselm van der Linde studierte zunächst Politikwissenschaften an der Universität Pretoria und war während dessen als Mitarbeiter im Außenministerium der Republik Südafrika tätig. Nachdem er vom Calvinismus zum Katholizismus konvertiert war, trat er im August 1994 in die Abtei Mehrerau ein. Nach einem Jahr als Philosophiestudent im Schweizer Kloster Einsiedeln begann van der Linde das Theologiestudium am Angelicum in Rom. 1999 wurde er von Bischof Klaus Küng zum Priester geweiht. 2005 erwarb er am Angelicum das Lizenziat in Kirchenrecht und wurde zum Kirchenanwalt der Diözese Feldkirch ernannt. 2006 erfolgte die Ernennung zum Sekretär der Mehrerauer Zisterzienserkongregation. Er unterrichtete an dem von den Zisterziensern begründeten Gymnasium Collegium Bernardi in Bregenz Religion.
Van der Linde wurde am 30. Jänner 2009 als Nachfolger von Kassian Lauterer zum 53. Abt von Wettingen und 10. Prior der Mehrerau gewählt und am 18. Februar von Papst Benedikt XVI. ernannt. Die Benediktion fand am 21. März 2009 in der Abteikirche von Wettingen-Mehrerau statt. Sein Wahlspruch lautet: Caritate invicem diligentes („Einander in Liebe zugetan sein“) (Röm 12,10 ). Als Abt einer Territorialabtei war van der Linde auch Mitglied der Österreichischen Bischofskonferenz. Zudem leitete er als sog. geborener Abtpräses die internationale Zisterzienserkongregation von Mehrerau. Im Juli 2018 erklärte er nach zehnjähriger Tätigkeit seinen Rücktritt, den Papst Franziskus am 1. August desselben Jahres annahm.
Anselm van der Linde ist Großoffizier des Ritterordens vom Heiligen Grab zu Jerusalem. Von 2009 bis 2018 war er Prior der Komturei Bregenz.
Van der Linde spricht – neben dem Deutschen – mehrere Sprachen, unter anderem Französisch, Englisch, Italienisch, Afrikaans und Niederländisch. Er hat die südafrikanische sowie die österreichische Staatsbürgerschaft.
Seit 2012 ist er Ehrenmitglied der katholischen Studentenverbindung AV Austria Innsbruck im ÖCV.

## Wirken
Van der Linde war während seiner Amtszeit auch für die Aufarbeitung der Missbrauchsaffäre im Kloster Mehrerau verantwortlich.
Der Abt entschuldigte sich in einer Aussendung des Klosters im März 2010 bei den Opfern, in der gerichtlichen Auseinandersetzung mit Betroffenen setzte er jedoch auf die Verjährung der Schadenersatzansprüche.
Nach einer Niederlage vor dem Obersten Gerichtshof kam es letztendlich zu einem außergerichtlichen Vergleich mit zwei Opfern des ehemaligen Internatleiters.